# シングマスター予想
| 1以外の任意の自然数について、パスカルの三角形に現れる回数がN未満となるような定数Nは存在するか？ |

シングマスター予想 (シングマスターよそう、英: Singmaster's conjecture) は、「パスカルの三角形において1以外の数字の出現回数には上限が存在する」という組み合わせ数学の予想である。名前の由来は1971年にこの予想を提唱したイギリスの数学者デヴィッド・シングマスターに由来する。
1より大きい任意の整数 n について、この数はパスカルの三角形において上から n + 1 行までにしか出現しないため、1より大きい数の出現が有限であることは明らかである。シングマスター予想は、この出現回数がある有限の数を越えないことを主張している。
なお、1は明らかにパスカルの三角形において無限回出現し、上記の事実から1はパスカルの三角形で無限回出現する唯一の数である。

## 主張
整数 a > 1 に対して、N(a) をパスカルの三角形における a の出現回数とする。 シングマスター予想の主張は、ある (a に依存しない) 有限の数 M が存在して N(a) < M が成り立つことである。
ランダウのOを用いると、予想の主張は以下の通りになる。
{\displaystyle N(a)=O(1)}

## 既知の上限
パスカルの三角形における出現数 N(a) について、以下のことがすでに知られている。
- (Singmaster 1971) {\displaystyle N(a)=O(\log a)}すなわち、ある係数 K が存在して、十分大きな a について {\textstyle N(a)<K\log a} が成り立つ。
- (Abbott, Erdős & Hanson 1974, Theorem 3){\displaystyle N(a)=O\left({\frac {\log a}{\log \log a}}\right)}
- (Kane 2007){\displaystyle N(a)=O\left({\frac {(\log a)(\log \log \log a)}{(\log \log a)^{3}}}\right)}
- (Matomäki et al. 2022, Theorem 1.3) {\textstyle 0<\varepsilon <1} に対して、十分大きい a を取る (このとき a は ε に依存して取る)。このとき、{\textstyle {\tbinom {n}{m}}=a} を満たす (n, m) の組は、次の不等式で制限される範囲内には高々4個しか存在しない。{\displaystyle \exp \left(\log(n)^{{\tfrac {2}{3}}+\varepsilon }\right)\leq m\leq n-\exp \left(\log(n)^{{\tfrac {2}{3}}+\varepsilon }\right)}
- (Abbott, Erdős & Hanson 1974, p. 259) 「x が十分大きいとき、x と x + (log x)2 の間に素数が存在する」というクラメールの予想（英語版）を仮定すると、任意の {\textstyle \varepsilon >0} について{\displaystyle N(a)=O\left(\log(a)^{{\tfrac {2}{3}}+\varepsilon }\right)}

## シングマスターの無限族
シングマスターは、n と k に関するディオファントス方程式{\displaystyle {n+1 \choose k+1}={n \choose k+2}}について、これが無限に多くの解を持つことを証明した。この方程式の解は、非負整数 i を用いて次のように表される。{\displaystyle {\begin{aligned}n&=F_{2i+2}F_{2i+3}-1\\k&=F_{2i}F_{2i+3}-1\end{aligned}}}ここで Fj は j 番目のフィボナッチ数 (F0 = 0, F1 = 1) である。

このとき、等しくなる両辺の値を a とおくと、{\displaystyle a={\binom {a}{1}}={\binom {n+1}{k+1}}={\binom {n}{k+2}}={\binom {n}{n-k-2}}={\binom {n+1}{n-k}}={\binom {a}{a-1}}}となり、パスカルの三角形に (少なくとも) 6回登場する数の族を得る。これをシングマスターの無限族と呼ぶ。

## 例
- 2 は1回だけ現れる。それより大きい整数は2回以上現れる。
- 3, 4, 5 はそれぞれ2回現れる。ちょうど2個現れる整数は無限にある。
- 全ての奇素数は2回現れる。
- 6 は3回現れる。3回現れる整数も無限個ある。
- {\displaystyle {p \choose 2}} (pは、 {\displaystyle p>3} を満たす素数)の形で表せる数は4回現れる。
- 以下の例のようにちょうど6回現れる数も無限にある。{\displaystyle 120={120 \choose 1}={120 \choose 119}={16 \choose 2}={16 \choose 14}={10 \choose 3}={10 \choose 7}}{\displaystyle 210={210 \choose 1}={210 \choose 209}={21 \choose 2}={21 \choose 19}={10 \choose 4}={10 \choose 6}}{\displaystyle 1540={1540 \choose 1}={1540 \choose 1539}={56 \choose 2}={56 \choose 54}={22 \choose 3}={22 \choose 19}}{\displaystyle 7140={7140 \choose 1}={7140 \choose 7139}={120 \choose 2}={120 \choose 118}={36 \choose 3}={36 \choose 33}}{\displaystyle 11628={11628 \choose 1}={11628 \choose 11627}={153 \choose 2}={153 \choose 151}={19 \choose 5}={19 \choose 14}}{\displaystyle 24310={24310 \choose 1}={24310 \choose 24309}={221 \choose 2}={221 \choose 219}={17 \choose 8}={17 \choose 9}}

- 3003は8回現れる最小かつ現在唯一知られている数である。{\displaystyle 3003={3003 \choose 1}={78 \choose 2}={15 \choose 5}={14 \choose 6}={14 \choose 8}={15 \choose 10}={78 \choose 76}={3003 \choose 3002}}3003はシングマスターの無限族によって求められる数でもある。シングマスターの無限族における次の数は {\textstyle a_{3}=61218182743304701891431482520} である (OEIS: A090162)。{\displaystyle a_{3}={a_{3} \choose 1}={a_{3} \choose a_{3}-1}={104 \choose 39}={104 \choose 65}={103 \choose 40}={103 \choose 63}}
- Benjamin　M. M. de Wegerは、上記の120、210、1540、7140、11628、24310およびシングマスターの無限族以外にパスカルの三角形で5回以上出現する数は存在しないと予想している[2][3][注釈 1]。

- n がパスカルの三角形に現れる回数は、

∞, 1, 2, 2, 2, 3, 2, 2, 2, 4, 2, 2, 2, 2, 4, 2, 2, 2, 2, 3, 4, 2, 2, 2, 2, 2, 2, 4, 2, 2, 2, 2, 2, 2, 4, 4, 2, 2, 2, 2, 2, 2, 2, 2, 4, 2, 2, 2, 2, 2, 2, 2, 2, 2, 4, 4, 2, 2, 2, 2, 2, 2, 2, 2, 2, 4, 2, 2, 2, 3, 2, 2, 2, 2, 2, 2, 2, 4, 2, 2, 2, 2, 2, 4, 2, 2, 2, 2, 2, 2, 4, 2, 2, 2, 2, 2, 2, 2, 2, 2, 2, 2, 2, 2, 4, 2, 2, 2, 2, 2, 2, 2, 2, 2, 2, 2, 2, 2, 2, 6, 2, 2, 2, 2, 2, 4, 2, 2, ... オンライン整数列大辞典の数列 A003016
- Abbott, Erdős, and Hanson (1974)は、 x 以下のパスカルの三角形に3回以上現れる整数の数は、O(x1/2)であることを示した。

## 未解決問題
9回以上現れる数、3003以外の8回現れる数が存在するかどうかは知られていない。上限は8と予想できるが、シングマスターは10または12と予想していた。
また、5回または7回現れる数が存在するかどうかも未解決である。関連する数列 オンライン整数列大辞典の数列 A003015 において等式N(a) = 5 をみたす aがあるかどうかわからないことが言及されている。